# Kategoria Superiore (2013/2014)/Wyniki spotkań

## Wyniki rozegranych spotkań

### Pierwsza i druga runda
| Gospodarz \ Gość  | BES | BYL | FLV | KAS | KUK | LAÇ | LUS | PAR | SKË | TEU | TIR | VLS |
| Besa Kavaja       |     | 2:1 | 2:0 | 1:0 | 2:0 | 2:2 | 1:1 | 0:1 | 1:1 | 2:2 | 1:0 | 1:0 |
| Bylis Ballsh      | 3:0 |     | 0:0 | 1:0 | 1:1 | 1:0 | 1:1 | 1:0 | 1:0 | 2:2 | 0:1 | 0:0 |
| Flamurtari Vlora  | 1:4 | 2:2 |     | 0:1 | 2:1 | 1:1 | 4:3 | 1:0 | 2:1 | 2:0 | 1:1 | 3:1 |
| Kastrioti Kruja   | 2:1 | 2:1 | 0:0 |     | 0:1 | 0:2 | 2:0 | 0:2 | 0:1 | 0:0 | 0:0 | 3:2 |
| Kukësi            | 1:1 | 0:0 | 3:2 | 1:0 |     | 1:0 | 1:0 | 0:1 | 1:1 | 0:0 | 2:1 | 0:3 |
| KF Laçi           | 1:0 | 1:0 | 1:0 | 1:0 | 1:2 |     | 3:1 | 1:0 | 2:2 | 2:1 | 1:0 | 3:0 |
| KS Lushnja        | 1:0 | 2:0 | 2:4 | 0:0 | 1:0 | 1:0 |     | 2:0 | 0:1 | 1:1 | 2:1 | 1:1 |
| Partizani Tirana  | 3:1 | 2:2 | 0:0 | 1:0 | 0:0 | 2:1 | 2:0 |     | 0:0 | 3:0 | 1:0 | 0:1 |
| Skënderbeu Korcza | 1:0 | 2:1 | 2:0 | 2:0 | 1:3 | 2:1 | 2:0 | 3:0 |     | 1:1 | 1:0 | 2:1 |
| Teuta Durrës      | 0:1 | 2:1 | 2:1 | 1:2 | 2:1 | 2:1 | 6:2 | 1:1 | 1:1 |     | 2:0 | 3:2 |
| KF Tirana         | 2:1 | 1:0 | 0:2 | 1:0 | 3:1 | 0:0 | 1:0 | 1:0 | 0:2 | 0:0 |     | 1:1 |
| KF Vllaznia       | 0:0 | 1:1 | 0:1 | 2:1 | 1:2 | 3:0 | 2:0 | 1:1 | 1:3 | 1:1 | 2:0 |     |

Aktualne na 8 marca 2014. Źródło: 
Objaśnienia:
1Drużyna gospodarzy jest wymieniona po lewej stronie tabeli.
Kolory: zielony – zwycięstwo gospodarzy, żółty – remis, różowy – zwycięstwo gości.

## Pierwsza runda (31 sierpnia – 8 marca)
Źródło:

### 1. kolejka (31 sierpnia – 4 września)
| 31 sierpnia 2013 17:00 CEST | Kastrioti Kruja                                | 0:2(0:1) | Partizani Tirana · 24' Hyshmeri · 51' Demiri      | Stadiumi Kastrioti, Kruja Widzów: 2000 Sędzia: Enea Jorgji |
|                             | kartki: · Daja 29' · Xhafa 58' · Alechenwu 85' |          | kartki: · 32', 79' Maliqi · 53' Udoh · 66' Mitraj |                                                            |

| 31 sierpnia 2013 17:00 CEST | Teuta Durrës · Ahmataj 78' · Xhafaj 84' | 2:1(0:1) | Bylis Ballsh · 44' Kuli         | Stadiumi Besa, Kawaja Widzów: 150 Sędzia: Ditmar Jubica |
|                             |                                         |          | kartki: · 45' Meto · 60' Llënga |                                                         |

| 31 sierpnia 2013 17:00 CEST | KF Vllaznia                     | 0:1(0:1) | Flamurtari Vlora · 30' Kuqi | Stadion Loro-Boriçi, Szkodra Widzów: 4000 Sędzia: Lorenc Jemini |
|                             | kartki: · Beqiri 31' · Boci 65' |          | kartki: · 73' Sakaj         |                                                                 |

| 1 września 2013 17:00 CEST | KF Tirana                                        | 0:0(0:0) | KF Laçi             | Stadiumi Qemal Stafa, Tirana Widzów: 1000 Sędzia: Laver Alla |
|                            | kartki: · Kaja 23' · Kalari 53' · Karabeci 90+2' |          | kartki: · 50' Teqja |                                                              |

| 1 września 2013 19:00 CEST | Skënderbeu Korcza · Muzaka 2' | 1:0(1:0) | Besa Kavaja                                      | Stadiumi Skënderbeu, Korcza Widzów: 2500 Sędzia: Emirjon Sino |
|                            | kartki: · Orelesi 30'         |          | kartki: · 17' Mile · 30' Poçi · 19', 73' Berisha |                                                               |

| 4 września 2013 17:00 CEST | KS Lushnja · Trashi 54'                                    | 1:0(0:0) | Kukësi                | Stadiumi Abdurrahman Roza Haxhiu, Lushnja Widzów: 7000 Sędzia: Bardhyl Pashaj |
|                            | kartki: · Gjyla 28' · Cimili 37' · Trashi 54' · Mihani 60' |          | kartki: · 16' Musolli |                                                                               |

### 2. kolejka (14 września – 15 września)
| 14 września 2013 14:00 CEST | Kukësi               | 0:3(0:0) | KF Vllaznia        | Stadiumi Zeqir Ymeri, Kukës Widzów: 2000 Sędzia: Laver Alla |
|                             | kartki: · Bratić 49' |          | kartki: · 22' Dema |                                                             |

| 14 września 2013 14:00 CEST | Bylis Ballsh · Izuchukwuka 68'               | 1:0(0:0) | Kastrioti Kruja         | Stadiumi Adush Muça, Ballsh Widzów: 300 Sędzia: Lorenc Jemini |
|                             | kartki: · Llënga 61' · Meto 66' · Shosha 82' |          | kartki: · 83' Alechenwu |                                                               |

| 14 września 2013 14:00 CEST | KF Laçi · Tanushi 73'                | 1:0(0:0) | Partizani Tirana                                   | Laçi Stadiumi, Laç Widzów: 2000 Sędzia: Remzi Sadiku |
|                             | kartki: · Sefgjinaj 22' · Veliaj 25' |          | kartki: · 59' Oshobe · 67' Ibrahimi · 80' Krasniqi |                                                      |

| 15 września 2013 14:00 CEST | KF Tirana · Muça 28'                                | 1:0(1:0) | KS Lushnja                                  | Stadiumi Kombëtar „Qemal Stafa”, Tirana Widzów: 2000 Sędzia: Emirion Sino |
|                             | kartki: · Karabeci 44' · Mumajezi 74' · Peposhi 80' |          | kartki: · 22' Sula · 45' Mihani · 64' Gjyla |                                                                           |

| 15 września 2013 14:00 CEST | Besa Kavaja · Dita 14' · Sefa 57'                                                       | 2:2(1:0) | Teuta Durrës · 67', 90+3' Osmani | Stadiumi Besa, Kavaja Sędzia: Edvin Hoxha |
|                             | kartki: · Stafa 10' · Hoxha 49' · Guri 56' · Çelhaka 64' · Batha 89' · Fejzullahu 90+3' |          | kartki: · 24' Ahmataj            |                                           |

| 15 września 2013 17:00 CEST | Flamurtari Vlora · Shehaj 18' · Begaj 89'              | 2:1(1:1) | Skënderbeu Korcza · 40' Muzaka    | Stadiumi Flamurtari, Wlora Widzów: 5000 Sędzia: Kridens Meta |
|                             | kartki: · Shehaj 19' · Lena 20' · Sakaj 46' · Pepa 58' |          | kartki: · 21' Shkëmbi · 32' Bicaj |                                                              |

### 3. kolejka (18 września)
| 18 września 2013 14:00 CEST | Partizani Tirana · Gërxho 43' (s.) · Sodje 48'                      | 2:2(1:2) | Bylis Ballsh · 10', 31' Meto                           | Stadiumi Kombëtar „Qemal Stafa”, Tirana Widzów: 2500 Sędzia: Laver Alla |
|                             | kartki: · Ibrahimi 22' · Maliqi 70', 72' · Hoxha 78' · Mazrekaj 78' |          | kartki: · 20' Meto · 22' Kuli · 81' Basriu · 82' Haxho |                                                                         |

| 18 września 2013 14:00 CEST | Kastrioti Kruja · Malindi 23', 26' | 2:1(2:0) | Besa Kavaja · 71' Batha | Stadiumi Kastrioti, Kruja Widzów: 100 Sędzia: Kridens Meta |
|                             | kartki: · Daja 21' · Sheta 78'     |          | kartki: · 30' Ramadanaj |                                                            |

| 18 września 2013 14:00 CEST | Teuta Durrës · Xhafaj 9' · Mustafaj 90+1' | 2:1(1:0) | Flamurtari Vlora · 78' Arbri              | Stadiumi Besa, Kavaja Widzów: 150 Sędzia: Ditmar Jubica |
|                             | kartki: · Nika 82' · Mustafaj 90+2'       |          | kartki: · 46' Kuqi · 62' Veliu · 71' Mici |                                                         |

| 18 września 2013 14:00 CEST | KF Vllaznia · Shtubina 25' · Bušić 29' | 2:0(2:0) | KF Tirana          | Stadion Loro-Boriçi, Szkodra Widzów: 4000 Sędzia: Kreshnik Cjapi |
|                             | kartki: · Rajović 15'                  |          | kartki: · 15' Gerc |                                                                  |

| 18 września 2013 14:00 CEST | KS Lushnja · Bizhyti 39' | 1:0(1:0) | KF Laçi                                                   | Stadiumi Abdurrahman Roza Haxhiu, Lushnja Widzów: 3000 Sędzia: Enea Jorgji |
|                             |                          |          | kartki: · 28' Zefi · 45' Ofoyen · 64' Vuçaj · 90+1' Teqja |                                                                            |

| 18 września 2013 17:00 CEST | Skënderbeu Korcza · Shkëmbi 90+3' | 1:3(0:2) | Kukësi · 6', 88' Progni · 28' Hoxha             | Stadiumi Skënderbeu, Korcza Widzów: 3000 Sędzia: Lorenc Jemini |
|                             | kartki: · Shkëmbi 60'             |          | kartki: · 48' Malota · 77' Progni · 87' Halilaj |                                                                |

### 4. kolejka (21 września – 22 września)
| 21 września 2013 14:00 CEST | KS Lushnja · Canka 23'            | 1:1(1:1) | KF Vllaznia · 13' Tafili                             | Stadiumi Abdurrahman Roza Haxhiu, Lushnja Widzów: 6500 Sędzia: Lorenc Jemini |
|                             | kartki: · Canka 24' · Bizhyti 49' |          | kartki: · 24' Vujadinović · 41' Rajović · 54' Semina |                                                                              |

| 21 września 2013 14:00 CEST | Besa Kavaja                         | 0:1(0:0) | Partizani Tirana · 61' Mitraj                                                | Stadiumi Besa, Kavaja Widzów: 300 Sędzia: Enea Jorgji |
|                             | kartki: · Berisha 71' · Muçaj 90+2' |          | kartki: · 6' Sodje · 28' G.Krasniqi · 32' Murati · 70' Buač · 85' B.Krasniqi |                                                       |

| 22 września 2013 14:00 CEST | KF Laçi · Veljaj 70'            | 1:0(0:0) | Bylis Ballsh                                    | Laçi Stadiumi, Laç Sędzia: Olsi Sokoli |
|                             | kartki: · Buljan 77' · Zefi 78' |          | kartki: · 29' Owoeye · 29' Adeniyi · 57' Shosha |                                        |

| 22 września 2013 14:00 CEST | Flamurtari Vlora                            | 0:1(0:0) | Kastrioti Kruja · 78' Ferraj                                              | Laçi Stadiumi, Laç Sędzia: Adrian Beqiraj |
|                             | kartki: · Arbri 45' · Lena 71' · Dushku 82' |          | kartki: · 17' Malindi · 33' Sefa · 48' Karapici · 85' Lika · 90+1' Turdiu |                                           |

| 22 września 2013 14:00 CEST | Kukësi                   | 0:0(0:0) | Teuta Durrës                       | Stadiumi Zeqir Ymeri, Kukës Sędzia: Emirion Sino |
|                             | kartki: · Çikalleshi 30' |          | kartki: · 23' Muriqi · 30' Rizvani |                                                  |

| 22 września 2013 17:00 CEST | KF Tirana | 0:2(0:0) | Skënderbeu Korcza · 59' Radas · 80' Ribaj | Stadiumi Qemal Stafa, Tirana Sędzia: Ditmar Jubica |
|                             |           |          | kartki: · 59' Radas                       |                                                    |

### 5. kolejka (28 września – 29 września)
| 28 września 2013 14:00 CEST | KF Vllaznia · Hajdari 18' · Bušić 60', 80'     | 3:0(1:0) | KF Laçi                                         | Stadion Loro-Boriçi, Szkodra Sędzia: Emirion Sino |
|                             | kartki: · Belisha 38' · Bušić 48' · Beqiri 86' |          | kartki: · 44' Danaj · 63' Tanushi · 90+4' Brkić |                                                   |

| 28 września 2013 14:00 CEST | Kastrioti Kruja     | 0:1(0:0) | Kukësi · 79' Alimuça | Stadiumi Kastrioti, Kruja Sędzia: Kridens Meta |
|                             | kartki: · Hoxha 71' |          |                      |                                                |

| 22 września 2013 14:00 CEST | Partizani Tirana | 0:0(0:0) | Flamurtari Vlora    | Stadiumi Selman Stërmasi, Tirana Sędzia: Ditmar Jubica |
|                             |                  |          | kartki: · 15' Arbri |                                                        |

| 22 września 2013 14:00 CEST | Bylis Ballsh · Meto 44' · Adeniyi 72' · Izuchukwuka 79' | 3:0(1:0) | Besa Kavaja | Stadiumi Adush Muça, Ballsh Sędzia: Lorenc Jemini |
|                             | kartki: · Kuli 48' · Llënga 57' · Caushaj 88'           |          |             |                                                   |

| 29 września 2013 14:00 CEST | Teuta Durrës · Xhafaj 59' · Mancaku 69' (k) | 2:0(0:0) | KF Tirana                          | Stadiumi Besa, Kawaja Sędzia: Edvin Hoxha |
|                             | kartki: · Jakupi 83'                        |          | kartki: · 6' Kërçiku · 89' Peposhi |                                           |

| 29 września 2013 17:00 CEST | Skënderbeu Korcza · Shkëmbi 18' (k) · Pejić 49' | 2:0(1:0) | KS Lushnja                                  | Stadiumi Skënderbeu, Korcza Sędzia: Andi Koçi |
|                             |                                                 |          | kartki: · 10' Sula · 31' Çela · 31' Bizhyti |                                               |

### 12. kolejka (23–24 listopada)
| 23 listopada 2013 | Kukësi      | 1:0   | KS Lushnja                        |                                                 |
| 14:00             | Smajlaj 65' | (0:0) |                                   | Stadiumi Zeqir Ymeri, Kukës Sędzia: Blerim Ziri |
| 14:00             | Halilaj 61' | (0:0) | 5' Sula · 61' Spaho · 84' Bizhyti | Stadiumi Zeqir Ymeri, Kukës Sędzia: Blerim Ziri |

| 23 listopada 2013 | Besa Kavaja                   | 1:1   | Skënderbeu Korcza |                                             |
| 14:00             | Sefa 45'                      | (1:0) | 85' Shkëmbi       | Stadiumi Besa, Kavaja Sędzia: Lorenc Jemini |
| 14:00             | Jashanica 49' · Ramadanaj 70' | (1:0) | 27' Bicaj         | Stadiumi Besa, Kavaja Sędzia: Lorenc Jemini |

| 23 listopada 2013 | Bylis Ballsh                     | 2:2   | Teuta Durrës                           |                                                  |
| 14:00             | Kuli 20', 38'                    | (2:2) | 15', 30' Xhafaj                        | Stadiumi Adush Muça, Ballsh Sędzia: Remzi Sadiku |
| 14:00             | Shosha 13' · Kuli 60' · Meto 64' | (2:2) | 13' Mançaku · 64' Osmani · 90+2' Hoxha | Stadiumi Adush Muça, Ballsh Sędzia: Remzi Sadiku |

| 24 listopada 2013 | KF Laçi                     | 1:0   | KF Tirana    |                                         |
| 13:00             | Kastrati 14'                | (1:0) |              | Stadiumi Laçi, Laç Sędzia: Kridens Meta |
| 13:00             | Vuçaj 42' · Shazivari 90+5' | (1:0) | 90+3' Pashaj | Stadiumi Laçi, Laç Sędzia: Kridens Meta |

| 24 listopada 2013 | Flamurtari Vlora                               | 3:1   | KF Vllaznia   |                                                |
| 13:00             | Zeqiri 15' (k.), 78' · Abilaliaj 72'           | (1:1) | 45+1' Hajdari | Stadiumi Flamurtari, Wlora Sędzia: Enea Jorgji |
| 13:00             | Pepa 20' · Zeqiri 24' · Dushku 29' · Liçaj 41' | (1:1) | 24' Belisha   | Stadiumi Flamurtari, Wlora Sędzia: Enea Jorgji |

| 24 listopada 2013 | Partizani Tirana                                    | 1:0   | Kastrioti Kruja        |                                                              |
| 14:00             | Malo 14' (k.)                                       | (1:0) |                        | Stadiumi Kombëtar „Qemal Stafa”, Tirana Sędzia: Emirjon Sino |
| 14:00             | Demiri 19' · Krasniqi 20' · Bordon 35' · Malo 90+3' | (1:0) | 13' Xhafa · 20' Ferraj | Stadiumi Kombëtar „Qemal Stafa”, Tirana Sędzia: Emirjon Sino |